# Muzeum Regionalne PTTK w Starachowicach
Muzeum Regionalne PTTK w Starachowicach – muzeum, działające w Starachowicach, prowadzone przez tamtejszy Oddział PTTK. Placówka mieści się w dawnym budynku dozoru wielkiego pieca, zbudowanym w latach 30. XIX wieku przez Starachowickie Zakłady Górniczo-Hutnicze.
Pierwsza placówka muzealna w Starachowicach powstała w 1938 roku z inicjatywy Polskiego Towarzystwa Krajoznawczego. Zgromadzone w niej zbiory dotyczyły głównie historii przemysłu i kopalnictwa. Nie przetrwała ona jednak II wojny światowej. Ponownie do organizacji muzeum przystąpiono w 1967 roku z inicjatywy tutejszego PTTK. W 1972 roku na potrzeby placówki Miejska Rada Narodowa przekazała zabytkowy dworek. Otwarcie muzeum nastąpiło w 1973 roku, podczas Dni Starachowic.
W 1997 dawny budynek administracyjny dozoru hutniczego został wpisany do rejestru zabytków nieruchomych (nr rej.: A.824 z 13.03.1997).
Obecnie w budynku mieści się również dom wypoczynkowy PTTK.
Na ekspozycję muzealną składają się eksponaty związane przede wszystkim z historią miasta i okolic, począwszy od pradziejów oraz wystawy obrazujące dzieje przemysłu (w szczególności hutnictwa i kopalnictwa). Wśród zbiorów znajdują się ciekawe okazy numizmatów oraz kości mamuta, odnalezione w pobliskim Marcinkowie.
Muzeum jest obiektem całorocznym, czynnym od poniedziałku do piątku. Wstęp wolny.